# Someries Castle

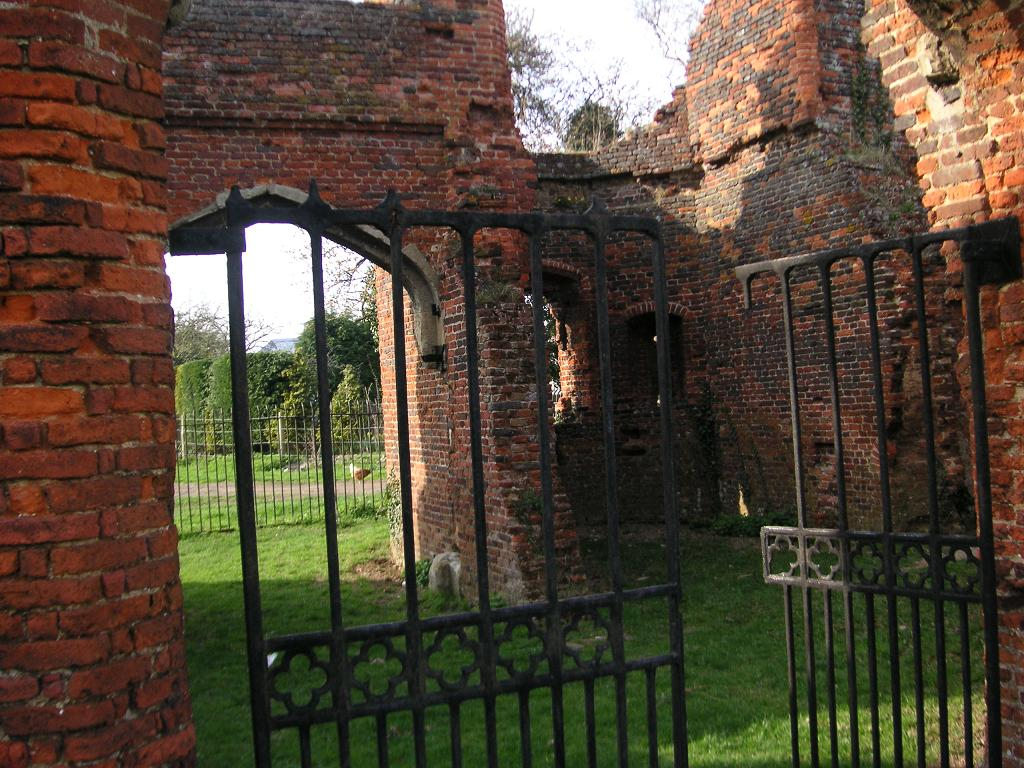
Die Ruinen von Someries Castle

Someries Castle (auch Summeries Castle) ist eine Burgruine in der Gemeinde Hyde bei Luton in der englischen Verwaltungseinheit Central Bedfordshire. Die Burg wurde im 15. Jahrhundert im Auftrag von John Wenlock, 1. Baron Wenlock, errichtet, dessen Geist noch heute in dem Gemäuer hausen soll. Die Ruine, die heute als Scheduled Monument gilt, war eigentlich keine Burg, sondern nur ein befestigtes Herrenhaus.
Der Name „Someries Castle“ leitet sich von William de Someries ab, der dort seinen Sitz hatte, aber die Bezeichnung “Castle” (dt.: Burg, Schloss) ist strittig, weil sie kaum das Gebäude beschreibt, auf das sie angewendet wird.
Das Gelände erwarb Wenlock 1430 und sogleich begann der Bau des Hauses. Es gilt als einer der ersten Ziegelbauten in England. Wenlock konnte das Haus aber nie fertigstellen lassen und im 18. Jahrhundert wurde es teilweise zerstört. Das Mauerwerk kann man noch in den bis heute erhaltenen Überresten des Torhauses sehen, die eine Kapelle und eine Lodge beinhalten.

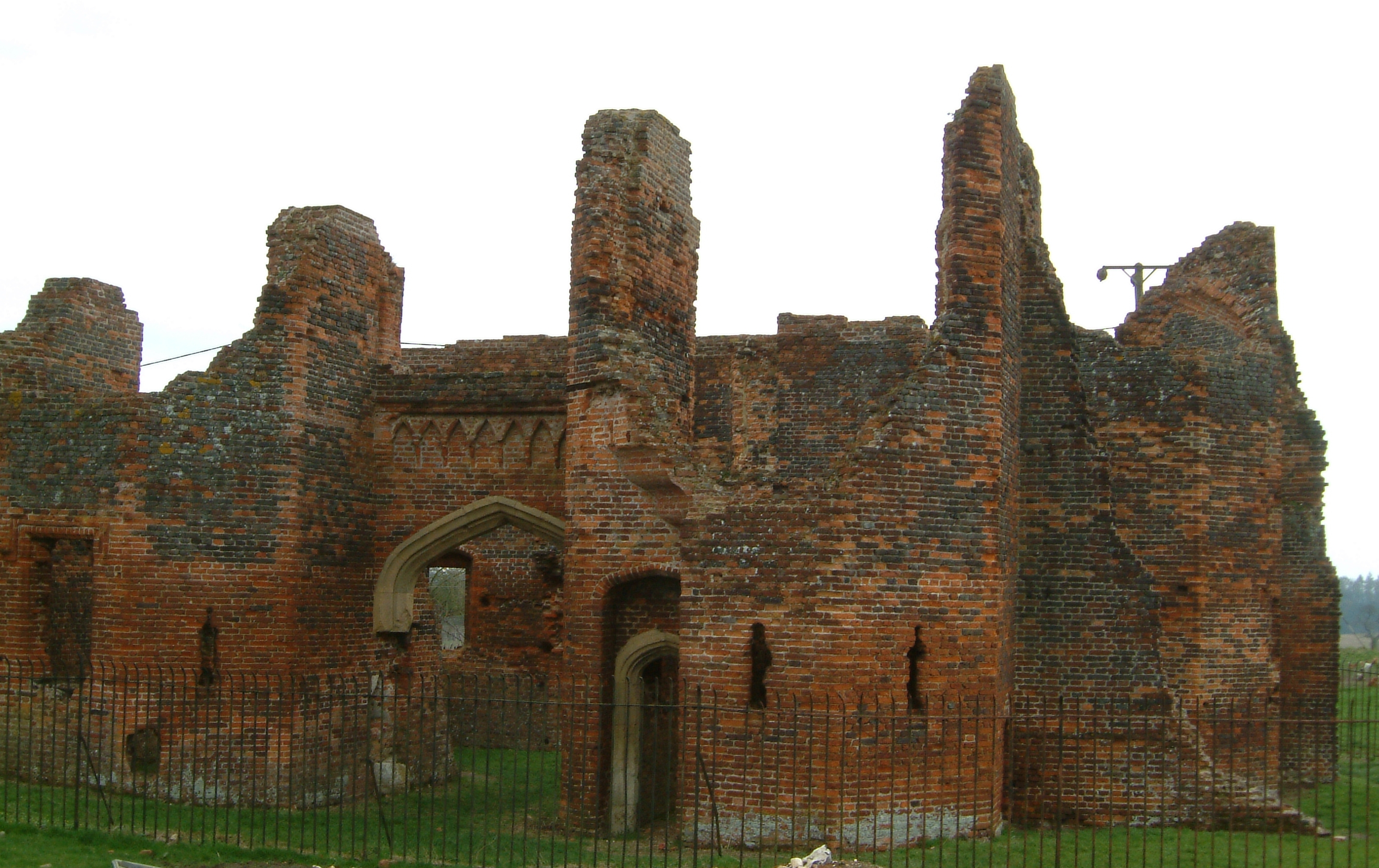
Ruinen von Someries Castle in Central Bedfordshire

Von den Überresten des ursprünglichen Herrenhauses oder der früheren normannischen Burg sind heute nur noch Erdwerke um den ehemaligen Standort sichtbar. Die Überreste des Torhauses des eigentlichen Herrenhauses und der Kapelle, die mit ihm verbunden war, stehen ebenfalls noch zum Teil. Einige Bausteine des Herrenhauses wurden im 17. Jahrhundert zum Bau nahegelegener Bauernhöfe genutzt.
Das Haus wurde im Februar 2007 für die Öffentlichkeit geschlossen, damit man es sichern konnte. Das dafür verwendete Gerüst beschädigte das originale Mauerwerk. Seit 2008 ist das Haus wieder geöffnet.